# Setsuko Sasaki
Setsuko Sasaki (jap. 佐々木節子 Sasaki Setsuko; ur. 16 października 1944) - japońska siatkarka, medalistka olimpijska.

## Osiągnięcia reprezentacyjne
- Igrzyska Olimpijskie 1964